# Camellia oleifera
Camellia oleifera es una especie de planta perteneciente a la familia de las teáceas. Es originaria de China, se destaca como una importante fuente para la obtención de aceite comestible (conocido como aceite de té o aceite de camelia) obtenidos a partir de sus semillas.  Es comúnmente conocido como el aceite de semillas de camelia, té de aceite de camelia, o Lu Shan Snow Camellia, aunque en menor medida otras especies de camelia se utilizan también en la producción de aceite.

## Descripción
Esta especie es un árbol muy similar a Camellia sasanqua, excepto en el color verde oscuro, las hojas perennes son un poco más grandes. Las flores blancas, fragantes se producen en invierno, y este gran arbusto grande o pequeño árbol que alcanzará los 7 m de altura.  La corona tiene formas redondeadas.

## Distribución y hábitat
Se encuentra ampliamente distribuida en China, donde es cultivado extensamente. Se encuentra en bosques, matorrales, orillas de arroyos y laderas, en alturas de 500 a 1300 metros.

## Usos
Las semillas de Camellia sinensis y Camellia oleifera se puede presionar para obtener aceite de té, un condimento dulce y un aceite de cocina que no debe confundirse con el aceite de árbol de té, un aceite esencial que se utiliza para fines médicos y cosmética y se origina en las hojas de una planta diferente. El aceite de semillas se pueden utilizar como tratamiento de la tiña. El té de aceite de camelia tiene  más de 80% de grasa monoinsaturada. Té de aceite también se conoce como "aceite de semilla de té" y se vende como aceite de cocina en los supermercados de toda Australia, Nueva Zelanda y los Estados Unidos.
También puede utilizarse en la fabricación de textiles, fabricación de jabón y como una fuente de iluminación.  Aceite de camelia es también usado tradicionalmente para proteger en Japón las herramientas de  carpintería y los cubiertos de la corrosión y se vende actualmente pra tal efecto
1. Aceite de Camelia es el nombre dado al aceite creado presionando las semillas de Camellia oleifera.
2. Aceite de árbol de té se deriva de Melaleuca alternifolia que es nativa de Australia y sin relación con la planta del té tratada aquí.
3. Árbol del té es un nombre que a veces se aplica a un número de diferentes plantas no relacionadas con la planta del té.[5]

## Taxonomía
Camellia oleifera fue descrita por Clarke Abel  y publicado en Narrative of a Journey in the Interior of China 174, 363. 1818.
Etimología
Camellia: nombre genérico otorgado en honor del botánico y misionero jesuita del siglo XVII, Jiří Josef Camel (también conocido como Camellus), quien transportó plantas de camelias desde Filipinas a Europa. Carlos Linneo nombró a este género en su honor.
oleifera: epíteto latino que significa "de aceite".
Sinonimia
- Camellia drupifera fo. biflora (Hayata) S.S.Ying
- Thea biflora Hayata
- Thea oleifera (Abel[notas 1]) Rehder & E.H.Wilson
- Thea podogyna H.Lév.
- Thea sasanqua var. loureiroi Pierre[8]
- Camellia banksiana Lindl. ex Champ.
- Camellia drupifera Lour.
- Camellia drupifera f. biflora (Hayata) S.S.Ying
- Camellia obscura Nakai
- Camellia oleosa (Lour.) Rehder
- Camellia podogyna (H.Lév.) Melch.
- Camellia sasanqua Blanco
- Drupifera oleosa (Lour.) Raf.
- Thea drupifera (Lour.) Pierre
- Theopsis banksiana (Lindl.) Nakai[9]